# بنی فان برابانت
بنی فان برابانت (انگلیسی: Benny Van Brabant؛ زادهٔ ۸ مهٔ ۱۹۵۹) دوچرخه‌سوار اهل بلژیک است.